# Pandea clionis
Pandea clionis är en nässeldjursart som beskrevs av Ernst Vanhöffen 1910. Pandea clionis ingår i släktet Pandea och familjen Pandeidae. Inga underarter finns listade i Catalogue of Life.